# UCI Asia Tour
L'UCI Asia Tour è un insieme di corse ciclistiche che si svolgono in Asia. Fa parte dei circuiti continentali di ciclismo ed è svolto generalmente da ottobre a settembre dell'anno successivo. Dalle classifiche dei singoli eventi derivano quattro classifiche generali, una individuale, una per squadra e due per nazione.
Attualmente è composto da 35 prove.

## Albo d'oro
Aggiornato all'edizione 2023.
| Anno | Classifica individuale | Classifica a squadre              | Classifica per nazioni | Classifica per nazioni U-23 |
| ---- | ---------------------- | --------------------------------- | ---------------------- | --------------------------- |
| 2005 | Andrej Mizurov         | Giant Asia Racing Team            | Kazakistan             | non assegnato               |
| 2006 | Ghader Mizbani Iranagh | Giant Asia Racing Team            | Iran                   | non assegnato               |
| 2007 | Hossein Askari         | Giant Asia Racing Team            | Iran                   | Corea del Sud               |
| 2008 | Hossein Askari         | Tabriz Petrochemical Cycling Team | Giappone               | Iran                        |
| 2009 | Ghader Mizbani         | Tabriz Petrochemical Cycling Team | Kazakistan             | Iran                        |
| 2010 | Mehdi Sohrabi          | Tabriz Petrochemical Cycling Team | Iran                   | Iran                        |
| 2011 | Mehdi Sohrabi          | Tabriz Petrochemical Team         | Iran                   | Malaysia                    |
| 2012 | Hossein Alizadeh       | Terengganu Cycling Team           | Kazakistan             | Kazakistan                  |
| 2013 | Julián Arredondo       | Tabriz Petrochemical              | Iran                   | Hong Kong                   |
| 2014 | Samad Poor Seiedi      | Tabriz Petrochemical              | Iran                   | Kazakistan                  |
| 2015 | Samad Poor Seiedi      | Pishgaman Giant                   | Iran                   | Kazakistan                  |
| 2016 | Mark Cavendish         | Pishgaman Giant                   | Iran                   | Corea del Sud               |
| 2017 | Mauricio Ortega        | Team Ukyo                         | Kazakistan             | Kazakistan                  |
| 2018 | Aleksej Lucenko        | Kinan Cycling Team                | Kazakistan             | Kazakistan                  |
| 2019 | Aleksej Lucenko        | Terengganu Cycling Team           | Kazakistan             | Kazakistan                  |
| 2020 | Aleksej Lucenko        | Team Sapura Cycling               | Kazakistan             | Kazakistan                  |
| 2021 | Aleksej Lucenko        | Terengganu Cycling Team           | Kazakistan             | Kazakistan                  |
| 2022 | Aleksej Lucenko        | Terengganu Cycling Team           | Kazakistan             | Kazakistan                  |
| 2023 | Aleksej Lucenko        | Terengganu Cycling Team           | Kazakistan             | Kazakistan                  |